# Estación de Niagara Falls (Ontario)
Niagara Falls (Ontario) es una estación de trenes que se encuentra en Niagara Falls, Canadá. La estación es atendida por el Maple Leaf, una línea de trenes que conecta Toronto y la ciudad de Nueva York y también es la terminal de la Línea Lakeshore West de GO Transit la cual va hacia Toronto. 
El edificio de la estación el cual fue construido durante el Renacimiento gótico, fue construido en 1879 por Great Western Railway, es una estación de tren patrimonial designada. También figura en el Registro Canadiense de Lugares Históricos.

## Historia
La estación de estilo neogótico victoriano se construyó como terminal de Great Western Railway y Grand Trunk Railway. Durante el período, fue la estación más concurrida y más grandiosa propiedad del ferrocarril. La estación se renovó en 1951, y el ala este, que una vez albergó un restaurante, se demolió parcialmente en 1967. Fue adquirida por CN Rail para el servicio de pasajeros desde 1923 hasta la década de 1970, desde entonces ha sido utilizada por Via Rail y recientemente por GO Transit desde 2009.
En 2012, como resultado de los recortes de fondos federales, se suspendieron los viajes del Corredor Quebec-Windsor  entre Toronto y Niagara Falls, dejando solo el único servicio diario Via / Amtrak Maple Leaf entre Toronto y Nueva York. En octubre de 2012, se eliminó el agente de boletos, reemplazado por un quiosco automático.
GO Transit operó trenes de 'excursión' de verano a Niagara Falls los fines de semana y días festivos en 2009 y 2010, lo que los convirtió en recurrentes permanentemente en 2011. A partir de enero de 2019, también comenzó a operar un solo viaje en tren entre semana hacia y desde las Niagara Falls. En septiembre de 2019, el servicio de trenes de fin de semana que antes solo era de verano se amplió durante todo el año.
Se esperaba que GO Transit expandiera el servicio ferroviario de tiempo completo a lo largo de Niagara Branch hasta Niagara Falls para 2023 y con las actualizaciones de la estación.

## Servicios
Los días de semana a partir de mayo de 2023, la estación cuenta con tres viajes diarios de ida y vuelta de GO Transit por la Línea Lakeshore West, los cuales salen hacia Toronto por la mañana, la tarde y la noche. 

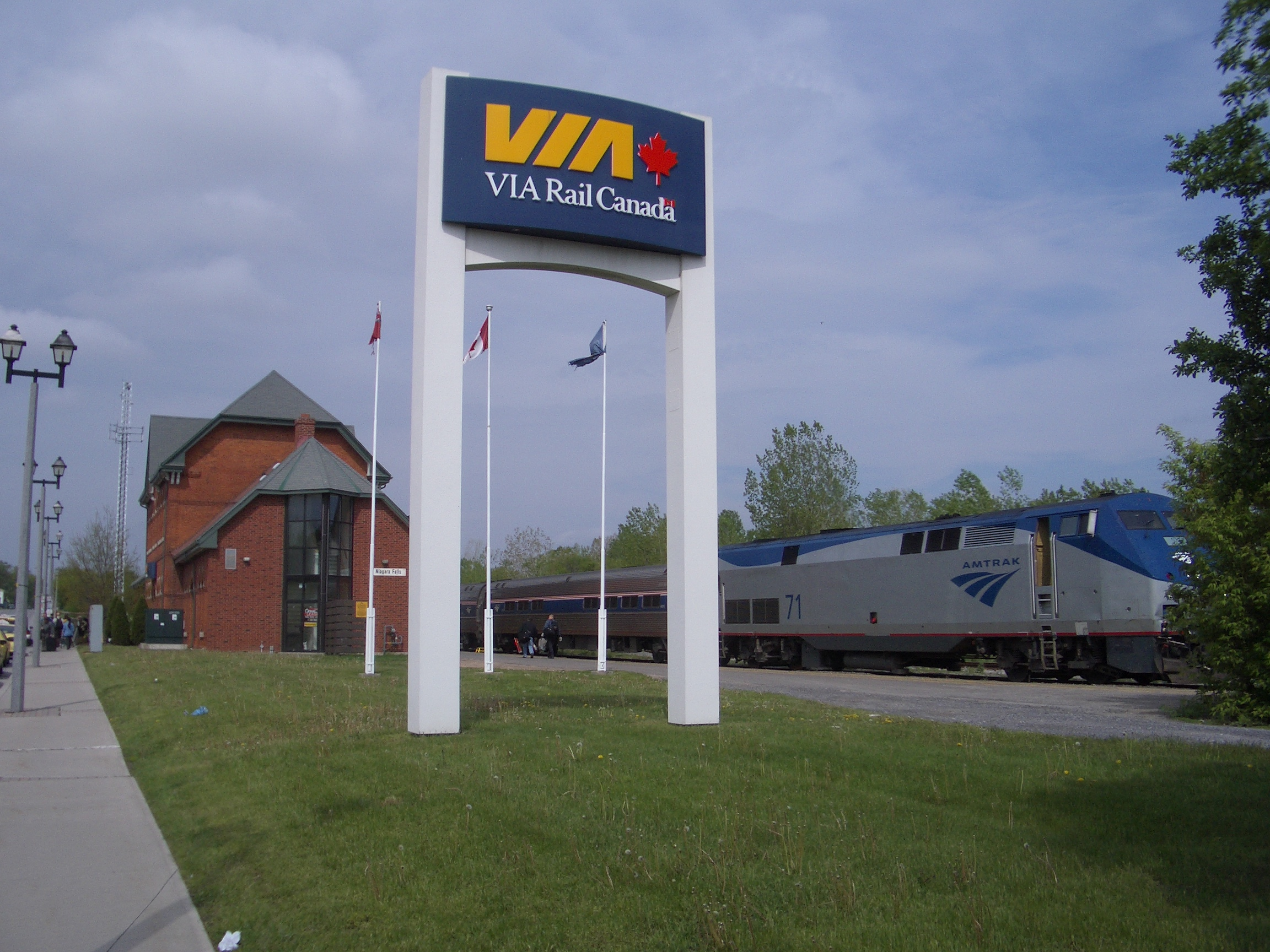
Maple Leaf en la estación de Niagara Falls.

Los fines de semana, la estación cuenta con tres trenes diarios en cada dirección, que salen hacia Toronto por la tarde y por la noche. En todo momento, la ruta 12 del autobús GO Transit opera cada hora hasta la estación Burlington GO, donde se conecta con el servicio regular de trenes a Toronto.
Amtrak y Via Rail operan conjuntamente el servicio de trenes del Maple Leaf entre Toronto y la ciudad de Nueva York. El servicio utiliza material rodante de Amtrak, pero la emisión de boletos es compartida, y la tripulación de Via opera el tren en todas las paradas canadienses hasta que llega a la estación donde la tripulación de Amtrak se hace cargo de la operación. 
La estación funcionó una vez al día en cada dirección hasta marzo de 2020, cuando el servicio de Maple Leaf dentro de Canadá se suspendió indefinidamente como parte del cierre de la frontera entre Canadá y Estados Unidos a los viajes no esenciales en respuesta a la pandemia de coronavirus en curso. Los trenes de la ciudad de Nueva York se truncaron a las Niagara Falls, Nueva York. El servicio completo entre la ciudad de Nueva York y Toronto se reanudó el 27 de julio de 2022.

## Aduanas
No hay instalaciones de aduanas previa de los Estados Unidos en la estación para el Maple Leaf, ya que tanto él como su estación hermana en Niagara Falls, Nueva York, se encuentran a lo largo de la frontera entre Canadá y Estados Unidos. Por lo tanto, los pasajeros que lleguen desde los Estados Unidos serán inspeccionados por oficiales de la Agencia de Servicios Fronterizos de Canadá en la estación. Los pasajeros que parten hacia los Estados Unidos serán procesados por oficiales de Aduanas y Protección Fronteriza en la estación de Niagara Falls, Nueva York, al otro lado del puente Whirlpool Rapids.
En enero de 2020, el senador estadounidense Chuck Schumer de Nueva York instó a la Agencia de Servicios Fronterizos de Canadá a abrir una instalación de autorización previa en la nueva estación de Niagara Falls, Nueva York, como una de las primeras operaciones de autorización previa de Canadá para mejorar lo que describió como una experiencia de inspección canadiense "desagradable" en el Ubicación actual al aire libre y descubierta. En respuesta, la Agencia de Servicios Fronterizos de Canadá dijo que no se comprometería con un cronograma para abrir ninguna instalación de autorización previa en los Estados Unidos.

## Terminal de tránsito de Niagara Falls
La Terminal de tránsito de Niagara Falls está ubicada directamente frente a Bridge Street desde la estación de tren y sirve como la principal terminal de autobuses interurbanos, regionales y locales del área. A diferencia de la estación de tren, la terminal de tránsito es propiedad y está operada por la ciudad de Niagara Falls, Canadá.